# Microtus chrotorrhinus
Microtus chrotorrhinus е вид бозайник от семейство Хомякови (Cricetidae).

## Разпространение
Видът е разпространен в Канада (Квебек, Лабрадор, Нова Скотия, Ню Брънзуик, Нюфаундленд и Онтарио) и САЩ (Вирджиния, Върмонт, Западна Вирджиния, Мейн, Мериленд, Минесота, Ню Йорк, Ню Хампшър, Пенсилвания, Северна Каролина и Южна Каролина).